# Li Quan
Li Quan es una deportista china que compitió en remo. Ganó una medalla de oro en el Campeonato Mundial de Remo de 2003, en la prueba de cuatro scull ligero.

## Palmarés internacional
| Campeonato Mundial | Campeonato Mundial | Campeonato Mundial | Campeonato Mundial  |
| Año                | Lugar              | Medalla            | Prueba              |
| ------------------ | ------------------ | ------------------ | ------------------- |
| 2003               | Milán (Italia)     | Medalla de oro     | Cuatro scull ligero |